# Гундич Юрій Наумович
Юрій (Юрко) Наумович Гу́ндич (нар. 25 січня 1906, Носівки — пом. 12 травня 1972, Київ) — український радянський письменник і перекладач; член «Плугу» і Спілки письменників СРСР.

## Біографія
Народився 12 [25] січня 1906 року в селі Носівках (нині Бердичівський район Житомирської області, Україна). Навчався на робітничому факультеті у Ніжині; у 1924—1926 роках — в Харківському сільськогосподарському інституті; у 1931—1933 роках — в Інституті червоної професури в Харкові. Член ВКП(б).
Працював журналістом, редагував ряд газет та журналів в Українській РСР. У квітні 1944 року був затверджений редактором республіканської учительської газети «Радянська освіта» (органу Народного комісаріату (Міністерства) освіти УРСР).
Помер у Києві 12 травня 1972 року.

## Творчість
Автор:
- нарису «Йосип Магомет» (1950; про українського радянського селекціонера Йосипа Магомета;
- збірки для дітей «Маленькі оповідання» (1956; про рослинний і тваринний світ, красу рідної природи).

Перекладав твори з російської, білоруської, латиської, болгарської, сербської мов, зокрема переклав:
- російську документальну повість «У кримському підпіллі» Івана Козлова (1949);
- «Оповідання» Андрейса Упітса (1956; у співавторстві з Анатолієм Хорунжим);
- романи «Крізь тайгу» (1957), «Дерсу Узала» (1970) Володимира Арсеньєва;